# إبراهام إدواردز
إبراهام إدواردز (بالإنجليزية: Abraham Edwards)‏ هو سياسي أمريكي، ولد في 7 سبتمبر 1796 في بوسطن في الولايات المتحدة، وتوفي في 5 فبراير 1870 في كامبريدج في الولايات المتحدة.